# Rhodotorula buffonii
Rhodotorula buffonii är en svampart som först beskrevs av C. Ramírez, och fick sitt nu gällande namn av Roeijmans, Eijk & Yarrow 1989. Rhodotorula buffonii ingår i släktet Rhodotorula, ordningen Sporidiobolales, klassen Microbotryomycetes, divisionen basidiesvampar och riket svampar.   Inga underarter finns listade i Catalogue of Life.